# Bannans
Bannans ist eine französische Gemeinde mit 378 Einwohnern (Stand: 1. Januar 2022) im Département Doubs in der Region Bourgogne-Franche-Comté.

## Geographie
Bannans liegt auf 815 m über dem Meeresspiegel, etwa neun Kilometer westlich der Stadt Pontarlier (Luftlinie). Das Dorf erstreckt sich im Jura, inmitten des weiten Hochplateaus von Arlier (Pontarlier-Frasne), nördlich des Drugeon und der Montagne du Laveron. 
Die Fläche des 11,56 km² großen Gemeindegebiets umfasst einen Abschnitt des französischen Juras. Das ganze Gebiet wird vom Hochplateau von Arlier eingenommen, das durchschnittlich auf 830 m liegt. Es ist überwiegend von Wiesland bedeckt, zeigt aber im Nordwesten auch einige Waldgebiete und im Bereich des Drugeon verschiedene Moorflächen, in denen früher Torf gestochen wurde. Entwässert wird das Gebiet durch den Drugeon, der einst durch die Moorfläche mäandrierte und heute kanalisiert ist, nach Nordosten zum Doubs. Ein kleiner Anteil der Gemeindefläche liegt südlich des Flusslaufs. Der gesamte nördliche Gemeindeteil besitzt keine oberirdischen Fließgewässer, weil das Niederschlagswasser im verkarsteten Untergrund versickert. Mit 873 m wird auf dem Plateau nördlich des Ortes die höchste Erhebung von Bannans erreicht.
Nachbargemeinden von Bannans sind Chapelle-d’Huin im Norden, Chaffois im Nordosten, Sainte-Colombe und La Rivière-Drugeon im Süden sowie Bulle im Westen.

## Geschichte

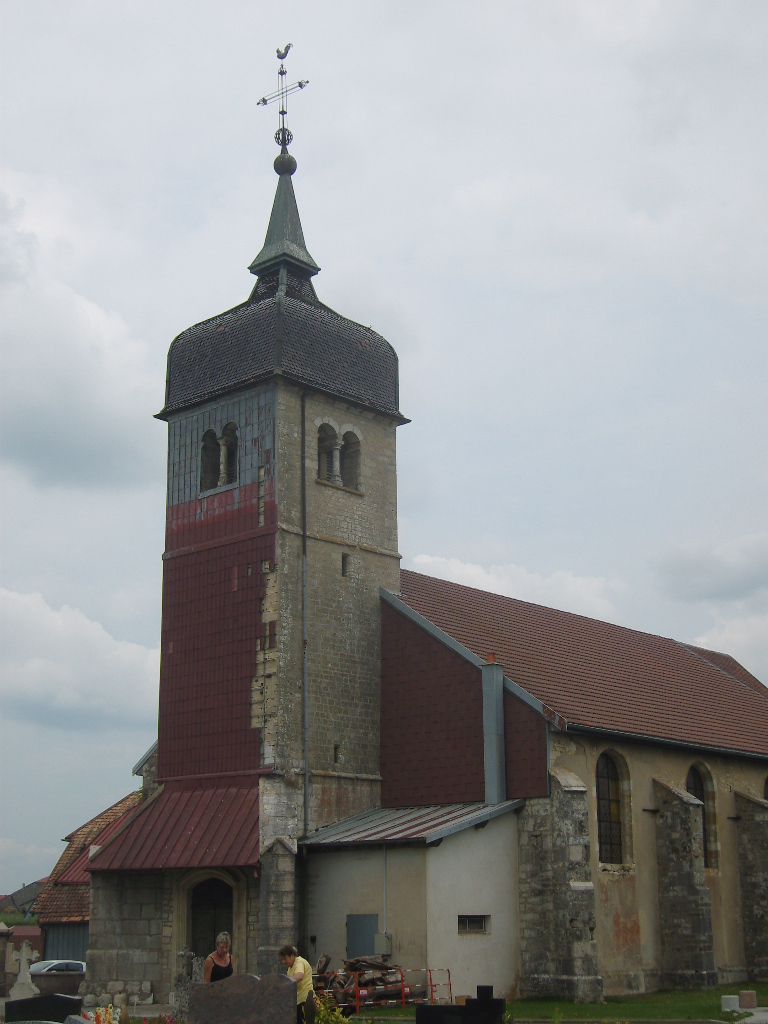
Kirche von Bannans

Verschiedene Funde, unter anderem ein Tumulus, weisen darauf hin, dass das Gemeindegebiet von Bannans bereits in vorgeschichtlicher Zeit und während der gallorömischen Zeit besiedelt war. Erstmals schriftlich erwähnt wird Bannans um das Jahr 1000 in einer Urkunde des Klosters Romainmôtier im schweizerischen Kanton Waadt. Im Mittelalter gehörte das Dorf zunächst zur Herrschaft La Rivière, die den Herren von Chalon gehörte. Später bildete es eine eigene kleine Herrschaft. Zusammen mit der Franche-Comté gelangte Bannans mit dem Frieden von Nimwegen 1678 an Frankreich. Seit 2003 ist Bannans Mitglied des 10 Ortschaften umfassenden Gemeindeverbandes Communauté de communes du Plateau de Frasne et du Val du Drugeon.

## Sehenswürdigkeiten
Die dreischiffige Pfarrkirche Saint-André wurde 1725 im klassizistischen Stil erbaut. Das 1743 neu errichtete Schloss diente seit 1759 als Mairie (Gemeindehaus) und Schule, wurde jedoch 1985 durch einen Brand vollständig zerstört und danach als moderner Bau wiederaufgebaut. Im Ortskern sind einige Bauernhäuser im charakteristischen Stil des Haut-Doubs aus dem 18. und 19. Jahrhundert erhalten.

## Bevölkerung
| Jahr                       | 1962 | 1968 | 1975 | 1982 | 1990 | 1999 | 2007 | 2016 |
| Einwohner                  | 238  | 237  | 205  | 254  | 296  | 311  | 348  | 371  |
| Quellen: Cassini und INSEE |      |      |      |      |      |      |      |      |

Mit 378 Einwohnern (1. Januar 2022) gehört Bannans zu den kleinen Gemeinden des Département Doubs. Nachdem die Einwohnerzahl in der ersten Hälfte des 20. Jahrhunderts markant abgenommen hatte (1896 wurden noch 430 Personen gezählt), wurde seit Mitte der 1970er Jahre wieder ein deutliches Bevölkerungswachstum verzeichnet.

## Wirtschaft und Infrastruktur
Bannans war bis weit ins 20. Jahrhundert hinein ein vorwiegend durch die Landwirtschaft, insbesondere Milchwirtschaft und Viehzucht geprägtes Dorf. Daneben gibt es heute einige Betriebe des lokalen Kleingewerbes, unter anderem eine Sägerei. Mittlerweile hat sich das Dorf auch zu einer Wohngemeinde gewandelt. Viele Erwerbstätige sind Wegpendler, die in den größeren Ortschaften der Umgebung ihrer Arbeit nachgehen.
Die Ortschaft liegt abseits der größeren Durchgangsstraßen, ist aber von der Hauptstraße D471, die von Pontarlier nach Champagnole führt, leicht erreichbar. Weitere Straßenverbindungen bestehen mit La Rivière-Drugeon und Sainte-Colombe.